# HRT 4
HRT 4 es el cuarto canal de televisión público de Croacia, perteneciente a Hrvatska radiotelevizija. Se trata de un canal informativo.

## Historia
HRT comenzó a planificar un canal de noticias en 2007 bajo el nombre provisional HRT News, con una fecha de lanzamiento prevista para el 1 de enero de 2008. También se consideró el nombre HRT 4, pero no se tomó una decisión oficial. En mayo de 2008, HRT anunció la creación de hasta siete nuevos canales para 2013. El plan preveía el reemplazo de HRT Plus, HRT 3, el canal de noticias HRT 4 (el nombre aún no era oficial), un canal de música, un canal de documentales y un canal infantil. El objetivo de los canales de deportes y noticias era aumentar el número de personas que pagaban licencias de televisión, que en ese momento representaban un mercado paralelo de 200.000 a 300.000 hogares que no las pagaban.
En noviembre de 2010, se anunció que HRT 3 y HRT 4 comenzarían a operar después del 1 de enero de 2011, debido a los cambios en la legislación croata tras el cierre de las señales analógicas. Existía la posibilidad de que HRT 4 se convirtiera en un canal educativo y de entretenimiento, en lugar del formato de canal de noticias propuesto desde 2008, además de transmitir sesiones en directo del Parlamento de Croacia.
El canal se anunció oficialmente el 17 de noviembre, con una fecha de lanzamiento prevista para mediados de diciembre. Finalmente, el canal inició emisiones el 24 de diciembre de 2012.

## Programación
- Bez komentara
- Vik
- Vrijeme danas
- U mreži Prvog
- Eko zona
- Prometej
- Vijesti
- Dnevnik
- Studio 4
- Hrvatska danas
- #REPORTAŽE
- Regionalni dnevnik
- Vijesti na stranim jezicima
- Arhiva i reprizni program IP-a